# Tanqueray
Tanqueray es una marca británica de ginebra de origen inglés y fabricada en Escocia y comercializada en todo el mundo por Diageo Plc. Bajo la marca Tanqueray se comercializan una amplia selección de ginebras con diferentes aromatizaciones y graduación de alcohol. 

## Historia
La ginebra Tanqueray fue destilada inicialmente en 1830 por Charles Tanqueray en el distrito londinense de Bloomsbury. Cuando Charles murió en 1868, su hijo Charles Waugh Tanqueray heredó la destilería. En 1868 la destilería se traslada a Goswell Road tras la fusión de Gordon y Tanqueray, que funcionó hasta que resultó muy dañada durante la Segunda Guerra Mundial, quedando solo un edificio en pie tras los bombardeos. Estas instalaciones, conocidas actualmente como Old Tom, fueron posteriormente trasladadas a Cameron Bridge (Escocia) en 1988.

## Ginebras

### Ginebra Tanqueray London Dry
La Ginebra Tanqueray es una London Dry Gin ya que cumple la normativa europea. Actualmente se produce en Escocia para exportarla a los Estados Unidos, su mayor mercado, y las demás partes del mundo. Se elabora a partir de alcohol de grano doblemente destilado. En la segunda destilación se añaden cuatro botánicos: enebro, semillas de cilantro, regaliz y raíz de angélica en una proporción secreta.

##### Nota de cata
Nariz: Amplia presencia de enebro fresco y alcohol dulce. En segundo plano encontramos notas cítricas de raíz de cilantro junto a notas terrosas y amaderadas dulces.
Boca: Tiene una entrada franca y fresca. Las notas de enebro se tornan protagonistas pero se integra bien el regaliz de palo y un punto terroso. 
Final: Medio, elegante y fresco.

### Tanqueray No. Ten
Se introducen a la familia Tanqueray, algunos otros tipos de ginebra. En el 2000, es lanzada al mercado Tanqueray No. Ten, que recibe su nombre de las notas de alambique que le dan origen.  Su elaboración es con fruta cítrica fresca pomelos blancos naturales, naranjas de Florida y limas se engarzan para conformar el corazón cítrico de esta ginebra.
Tanqueray No. Ten es la única ginebra que pertenece al San Francisco World Spirits Competition Hall of Fame.

##### Nota de cata
Nariz: notas de cítricos, especiadas y herbales
Boca: explosiones simultáneas de cítricos y enebro. Tras ellas aparecen las notas sedosas de manzanilla. Es muy compleja en boca. Principalmente gracias a su alto contenido alcohólico, el cual fija los sabores y aromas.
Final:  largo y nos muestra notas de limón y lima muy agradables.
| Tanqueray London Dry      |
| ------------------------- |
| Tanqueray No. Ten         |
| Tanqueray Rangpur         |
| Tanqueray Flor de Sevilla |